# Монморанси-Люксембург, Шарль-Франсуа-Фредерик II де
Шарль-Франсуа-Фредерик II де Монморанси (фр. Charles-François-Frédéric II de Montmorency; 31 декабря 1702, Париж — 18 мая 1764, Париж), герцог де Пине-Люксембург и Бофор-Монморанси, принц д'Эгремон и де Тенгри, граф де Люкс, Бутвиль и Данжю, пэр Франции, рыцарь орденов короля — французский военачальник, маршал Франции.

## Биография
Сын Шарля-Франсуа-Фредерика I де Монморанси-Люксембурга и Мари Жилонны Жийе де Клерамбо, внук маршала Люксембурга.
Поначалу известный под куртуазным титулом герцога де Монморанси, 15 марта 1718 был назначен полковником Туреньского пехотного полка. 3 октября того же года, после отставки отца, получил генеральное наместничество в Нормандии. 19 августа 1719 был зарегистрирован в этом качестве Руанским парламентом.
В 1719 командовал своим полком на испанской границе, при осаде Фуэнтеррабии, сдавшейся 16 июля, Сан-Себастьяна (1 августа, замок 17-го), взятии Урхеля (октябрь), и закончил кампанию блокадой Росаса, которую пришлось снять.
В войну за Польское наследство участвовал со своим полком в осаде Келя, капитулировавшего 28 октября 1733. 20 февраля 1734 произведен в пехотные бригадиры, служил в Рейнской армии, участвовал во взятии Трарбаха 8 апреля, атаке Этлигенских линий 4 мая, марше на Филиппсбург, павший 18 июля, и взятии Вормса 23-го.
1 апреля 1735 снова послан на Рейн, с 37 ротами гренадеров поставлен в авангарде войск, выступивших на Клаузен.

### Война за Австрийское наследство
1 марта 1738 произведен в лагерные маршалы. С началом войны за Австрийское наследство 20 июля 1741 определен в Богемскую армию, и выступил с авангардом в Баварию. 26 ноября участвовал во взятии Праги, и когда зимой великий герцог Тосканский продвинулся до Писека, Люксембургу было поручено оборонять ворота, атакованные противником, которого он отбросил.
25 мая 1742 сражался в битве при Захаи, где командовал всеми гренадерскими ротами, затем содействовал в обороне Праги, и отличился, прикрывая отступление из города в ночь с 16 на 17 декабря.
Вернулся во Францию в феврале 1743 года. 1 апреля был направлен в Рейнскую армию, сражался под началом маршала Ноая при атаке Этлингенских линий 27 июня.
1 января 1744 пожалован в рыцари ордена Святого Духа, 1 апреля направлен во Фландрскую армию, 1 мая назначен лагерным адъютантом короля, а на следующий день произведен в генерал-лейтенанты армий короля. Участвовал в осаде Менена, сдавшегося 4 июня, сопровождал короля при осаде Фрайбурга, павшего 6 ноября.
1 апреля 1745 снова назначен адъютантом короля во Фландрскую армию, сражался при Фонтенуа, участвовал во взятии Турне 23 мая, и его цитадели 20 июня.
В 1746—1747 продолжал служить во Фландрской армии, участвовал во взятии города и цитадели Антверпена 31 мая 1746, в битве при Року 11 октября, вступив в деревню во главе полка Бовуа, и выбив оттуда противника. 2 июля 1747 сражался при Лауфельде.

### Окончание военной службы
19 июля 1750 Людовик XV дал ему роту королевской гвардии, вакантную после смерти маршала Аркура.
19 мая 1756 отправлен в Нормандию под командование маршала Бель-Иля. 24 февраля 1757 произведен в маршалы Франции.
12 июля 1758 принял командование в Нормандии, с задачей помешать высадке английского десанта. Выступил в Сен-Ло, чтобы иметь возможность направить отряды в обе стороны побережья, в зависимости от действий противника, но английский адмирал, узнав о диспозиции маршала, отменил высадку и вернулся в Британию. После этого Люксембург вернулся ко двору.

### Дружба с Руссо
Маршал Люксембург с семьей каждый год как частное лицо приезжал в Монморанси, некогда бывший владением его семьи, где ему принадлежал дом, и в конце 1750-х годов, узнав, что в поместье проживает Жан-Жак Руссо, изъявил настойчивое желание с ним познакомиться. Руссо, боявшийся внимания со стороны могущественных людей, как мог уклонялся от приглашений, пока маршал сам не явился к нему с визитом.
Между писателем и супругами де Люксембург, ставшими его покровителями, установились отношения дружеские, насколько это было возможно для людей разного положения. По словам Руссо, оба они относились к нему «с нежнейшим участием», и если отношения с маршальшей Руссо сам испортил, то герцог до конца оставался его преданным другом.
По словам писателя, склонного к чрезмерной аффектации, он

...был им признателен от всего сердца. В одном из таких порывов нежности я сказал господину де  Люксембургу, обнимая его: «О господин маршал, пока я вас не знал, я ненавидел великих мира сего, я ненавижу их еще больше с тех пор, как вы дали мне почувствовать, как им легко было бы  заставить обожать себя».— Руссо. Исповедь, с. 531
Маршал и его супруга помогали Руссо с изданием его произведений, в том числе «Эмиля» и «Юлии», написанных в Монморанси, а когда Парижский парламент принял решение о его аресте, помогли писателю бежать из страны.

### Последние годы
В последние годы маршалу пришлось пережить череду несчастий, преждевременно сведших его в могилу.

1761 год стал вершиной горестных утрат, какие непрестанно переживал этот добрый вельможа с тех пор, как я имел честь видеть его (...) В первый год он потерял сестру, герцогиню де Вильруа, на второй — свою дочь, княгиню де Робек, на третий год лишился единственного сына, герцога Монморанси, и внука, графа Люксембургского, в лице которых скончались последние представители  его рода и фамилии. Все эти утраты он перенес с видимой твердостью, но сердце его не переставало кровоточить всю оставшуюся жизнь, и его здоровье с тех пор непрерывно ухудшалось. Неожиданная и трагическая смерть сына должна была быть для отца тем чувствительнее, что как  раз в это время король даровал сыну и обещал внуку пожизненную должность капитана королевских телохранителей. Он имел несчастье видеть, как постепенно угасал его внук, ребенок, подававший  великие надежды, и случилось это вследствие слепого доверия матери к врачу, который уморил голодом бедного мальчика, питая его одними лекарствами вместо всякой другой пищи.— Руссо. Исповедь, с. 554
По словам Руссо, маршал, пытавшийся вылечить подагру с помощью таких же шарлатанов, которые погубили его внука, сам через несколько лет стал жертвой неправильного лечения.
Поскольку его сын умер еще в 1761 году, оставив одну дочь, достигшую брачного возраста, титул герцога де Пине-Люксембурга перешел к Анн-Шарлю-Сижисмону де Монморанси-Люксембургу, герцогу де Шатийону, а титул герцога де Бофор-Монморанси — к внучке маршала Шарлотте Анне Франсуазе де Монморанси-Люксембург и её мужу Анн-Леону II де Монморанси-Фоссё.

## Семья
1-я жена (9.01.1724): Мари-Софи-Эмили-Онорат Кольбер де Сеньеле (20.09.1709—29.10.1747), маркиза де Сеньеле, графиня де Танкарвиль, дочь Жана Кольбера, маркиза де Сеньеле
Дети:
- Анн-Морис де Монморанси-Люксембург (8.03.1729—4.07.1760). Муж (26.02.1745): Анн-Луи-Александр де Монморанси (1724—1812), принц де Робек
- Анн-Франсуа де Монморанси-Люксембург (9.12.1735—22.05.1761), герцог де Монморанси. Жена  (17.02.1752): принцесса Луиза-Полина-Франсуаза де Монморанси-Люксембург (1734—1818), дочь Шарля-Франсуа-Кристиана де Монморанси-Люксембурга, принца де Тенгри, и Анн-Сабин Оливье де Сенозан

2-я жена (29.06.1750): Мадлен Анжелика де Нёвиль де Вильруа (10.1707—24.01.1787), дочь Луи-Никола де Нёвиля, герцога де Вильруа, и Маргерит Летелье де Лувуа, вдова герцога Жозефа-Мари де Буфлера